# Мкртчян, Агван Вараздатович
Агва́н Варазда́тович Мкртчян (арм. Աղվան Վարազդատի Մկրտչյան; 27 февраля 1981, Ереван, Армянская ССР, СССР) — армянский футболист, защитник. Выступал за сборную Армении.
С 2009 года выступал за ереванскую «Мику», с которой стал обладателем Кубка Армении в розыгрыше 2011 года. В 2012 году, в летнее трансферное окно, перешёл в «Улисс» перед матчами квалификационного раунда Лиги чемпионов. Не сыграв ни одного матча вернулся в «Мику».

## Клубная карьера
С 18-ти лет выступает в профессиональном футболе. Карьера игрока началась в «Эребуни». Но в этом же сезоне переходит в «Двин». В конце 1999 года «Двин» расформировался и Мкртчян перешёл ереванский «Арарат».
Спустя два сезона перешёл в стан соперников и действующих чемпионов футбольный клуб «Пюник». За 5 неполных сезонов Агван Мкртчян провёл участие в 105 матчах, в которых забил 22 гола в ворота соперников. В конце 2006 года уезжает в Иран, где подписывает контракт с ширазским клубом «Барг». По окончании чемпионата Ирана вновь в стане «Пюника». Также, с завершением чемпионата покидает расположение ереванского клуба и переезжает в Гомель в одноимённую команду. За белорусскую команду Мкртчян провёл сезон, появлялся в форме гомельского клуба в 27-ми официальных встречах, в которых забил один мяч.
В начале 2009 года с игроком заключает контракт ереванская «Мика». В команде Агван выступал под 7-м номером на позиции левого защитника, являясь также вице-капитаном команды.
В матче 22-го тура чемпионата 2009 против «Гандзасара» столкнулся с Арташесом Антоняном. В результате столкновения Антонян получил перелом ноги. Мкртчян был удалён с поля. На очередном заседании, ФФА вынесла решение о годичной дисквалификации Агвана Мкртчяна за произошедший инцидент. 26 февраля 2010 года на за пресс-конференции, главный тренер сборной Армении Вардан Минасян заявил, что Агван Мкртчян амнистирован. Его просьбу, направленую в ФФА об амнистировании защитника сборной, удовлетворили. 8 июня руководство «Мики» выставило Мкртчяна на трансфер из-за неудовлетворительных результатов клуба в чемпионате.
В чемпионате Армении 2010 года, после 10-го тура, где «Мика» встречалась с «Киликией», Мкртчян был выставлен на трансфер. К этим мерам руководство прибегло после серии неудачных игр, в которых «Мика» сыграла плохо. Мкртчян был вынужден искать новый клуб. Спустя несколько дней он объявил о продолжении своей карьеры в солигорском «Шахтёре». Однако ситуация изменилась и Мкртчян, как и Тадевосян продолжили выступать в составе «Мики». Мкртчян выступал стабильно в основном составе. Но выступление самой команды было не впечатлительным. Итоговый результат по отношению к составу стал провальным. Но трофей, всё-таки был завоёван. В финальной игре за Кубок Армении, «Мика» разгромила «Ширак».
Выступление «Мики» в первой половине сезона 2012/13 было впечатляющее. Команда лидировала с очковым запасом перед ближайшими соперниками. Поставленная игра главного тренера Жолта Хорняка вселила уверенность в командных действиях игроков. Безупречная игра в защитной линии Мкртчяна немалая деталь в успехе клуба. К тому же, после 2 туров Мкртчян с 2 мячами возглавлял список бомбардиров. Однако в летний период Мкртчян покинул клуб, перейдя в «Улисс».
В начале июля, Мкртчян вместе с одноклубником из Геворгом Каспаровым, перешёл в «Улисс». Переход был связан с усилением клуба перед матчами квалификационного раунда Лиги чемпионов, против тираспольского «Шерифа». Не сыграв ни одного матча за «Улисс» в Лиге чемпионов, Мкртчян и Каспаров вернулись в «Мику».

## Карьера в сборной
Агван Мкртчян выступает в главной национальной команде с 2002 года, за это время он стал одним из лидеров команды. В сборной играет на той же позиции, что и в клубе. Свой первый матч Мкртчян провёл 7 июня 2002 года в товарищеском матче против сборной Андорры. Выйдя на поле в стартовом составе Мкртчян отыграл 81 минуту и был заменён на Александра Тадевосяна

## Достижения
«Арарат» (Ереван)
- Финалист Кубка Армении: 2001

«Пюник»
- Чемпион Армении: 2002, 2003, 2004, 2005, 2006, 2007
- Обладатель Кубка Армении: 2002, 2004
- Обладатель суперкубка Армении: 2002, 2004, 2007

«Мика»
- Серебряный призёр чемпионата Армении: 2009
- Обладатель Кубка Армении: 2011